# Pilumnus acutifrons
Pilumnus acutifrons är en kräftdjursart som beskrevs av M. J. Rathbun 1906. Pilumnus acutifrons ingår i släktet Pilumnus och familjen Pilumnidae. Inga underarter finns listade i Catalogue of Life.